# 貞觀殿 (平安御所)
貞觀殿，為天皇御所內的後宮七殿之一。（別稱御匣殿）
位於常寧殿北面正上方，其西側有登花殿、西側下角則是弘徽殿。東側是宣耀殿、東側下角則是麗景殿。此殿為皇后的正殿，管理後宮諸多事宜，理論上而言是專作為皇后的宮室，其地位近似於中國北京紫禁城中的坤寧宮。